# 京都産業大学放送局
京都産業大学放送局（きょうとさんぎょうだいがくほうそうきょく）は、京都産業大学内に向け音声放送をしている団体である。
英名はKyoto Sangyo university Broadcasting。愛称は英名の頭文字から取って、「KSB」である。

## 概要
京都産業大学放送局は学内に唯一放送ラインを持ち、京都産業大学志学会独立団に所属している。
ジャンパーの色はスカイブルー。以前まで袖にニックネーム（後述）と短い言葉が刺繍されていた個人用のジャンパーが存在していたが、現在は刺繍等はなく、同一デザインの全員共有の物を着用している。
スタジオ内には旧型の機材から、新型の機材まで幅広く設置されている。
放送スタジオは雄飛館1階にあり、雄飛館には書店やクラブBOXが入っている。
伝統として、局員は入局後、一人ずつにニックネームがつけられ、以降その名前で呼ばれる（放送や会議時を除く）。基本的に先輩局員が集まって、新入局員に命名する。本名とは程遠い命名をされることが多い。なお、原則、新局員に拒否権はなく、途中での改名も認められていない。
2016年4月で50周年を迎えたとされている。

## 旧スタジオ
京都産業大学放送局は7号館横に設置されている2階建ての建物を使用してたが、2012年、雄飛館の建設に伴い雄飛館1階に移転された。
2018年、大規模な建て替え工事に伴い旧スタジオのある建物は解体された。また、7号館4階にあった放送局管理の部屋も使用できなくなった。

## 組織
京都産業大学放送局は、技術部、アナウンス部の2部署に分かれており、それぞれが専門的な知識を学び、生かして活動を行っている。
新入局員は入局手続き終了時、所属したい部署を選択し、先輩局員から指導を受ける。
各部ともに、指導を受け、模擬練習や実践練習（当局ではOLPとも）を重ね、試験に合格したのちデビューとなり独り立ちする。
各部署の概要は以下の通り。
技術部
- 通称、テク。
- パソコンやCD・MDをはじめとする音響機材を扱う。

　2020年よりMDは機材の劣化のため使用していない。
- 「和、機材に愛を、整理励行」を技術部三原則としている。
- 学内、学外問わず音響協力の依頼があり、それに対し積極的な姿勢で取り組んでいる。

アナウンス部
- 通称、アナ。
- イベントでの司会や放送でのパーソナリティーを務める。
- お昼の放送は、原則2名での放送であるが、例外として1人や3人での放送を行うことがある。

## 放送

### K.S.B. Lunch Time Speakerz
京都産業大学放送局が行っている放送の番組タイトル。
授業期間中の月曜から金曜、12:25～13:05までの40分間の番組である。2020年から12:30〜13:05の35分間に変更された。
番組改編は不定期に行われる。

### レギュラーコーナー
- K.S.B.キャンパスインフォメーション　（月曜～金曜　12:31頃～）
他のクラブや京都産業大学から依頼を受け、学生に有益な学内情報を流す。
依頼の多い神山祭前には10分間をゆうに越えることもあるコーナーである。
逆に年末には依頼があまりなく、コーナー自体を行わないこともある。
- HEAT UP MUSIC　（月曜～金曜　12:51頃～12:58頃）
学生から送られてきたリクエスト曲を流すリクエストコーナーである。
リクエスト曲、テーマへのメッセージなどはHP内にあるリクエストフォームと京都産業大学内にあるピンクのリクエストBOXで募集している。
- K.S.B.ウェザーインフォメーション　(月曜～金曜　12:58頃～13:01頃)
その日の天気、気温などの気象情報をアナウンサーが懇切丁寧に愛憎込めて説明する。

なお、「K.S.B. Lunch Time Speakerz」、「HEAT UP MUSIC」のタイトルについてはその年によりコロコロ名前が変わる。
- 放送はディレクター1名、アナウンサー2名、テクニカルスタッフ2名の計5名で行っている。
- 第一回目の放送は1967年12月4日である。
- 入学式、卒業式、大学のイベント時にも放送を行っている。
- 2009年4月2日より、ブログを開設しているが、更新はあまり行われていない。
- 2010年10月19日より、京都産業大学放送局公式twitterである「ksb_tweets」が登録された。

## サテライトスタジオ
毎年春に放送される新入生勧誘イベントを兼ねた公開生放送。
通常は学内ピロティにて行なっている。
屋外イベントのため、雨天で順延・中止になることがある。

## 放送祭
京都産業大学放送局が、神山祭期間中に著名人をゲストとして招き、行っているステージイベントである。
ゲストの選択から契約、イベントの司会、構成、音響、照明に至るまで、すべて、放送局の局員が行う。
イベントの構成や段取り等の決定には、局員が集まったミーティングの場で採決が行われ、可決されなければ実行できない。そのため実行委員（通称、スタッフ）は、スタッフ同士のミーティングを何度も重ね、内容をつめる。
- 2005年以降のゲスト　
  - 2005年11月 4日(金)『第31回放送祭【LINK】』 藤岡弘、
  - 2006年11月 3日(金)『第32回放送祭【真剣人生】』 加藤夏希
  - 2007年11月 2日(金)『第33回放送祭【MOVE】』 山本梓
  - 2008年11月 1日(土)『第34回放送祭【Imagination】』 大桑マイミ
  - 2009年10月31日(土)『第35回放送祭【自分スタイル】』 神谷明
  - 2010年10月31日(日) 『第36回放送祭【Positive】』 安田美沙子
  - 2011年11月 4日(金)『第37回放送祭【CROSS】』 佐藤聡美
  - 2012年11月 2日(金)『第38回放送祭【SMILE & SHOUT～檜山さんはじめました～】』 檜山修之
  - 2013年11月 2日(土)『第39回放送祭【発見小箱】』 三瓶由布子
  - 2014年11月 1日(土)『第40回放送祭【津田健次郎の京産ベイベー】』 津田健次郎
  - 2015年10月30日(金)『第41回放送祭【井上和彦の晴れのち笑顔(スマイル)】』 井上和彦
  - 2016年11月 4日(金)『第42回放送祭【メンタリズムラボin京産】』 DaiGo
  - 2017年11月 3日(金)『第43回放送祭【水島大宙の愛LOVE○○だと叫びたい】』水島大宙
  - 2018年11月 2日(金)『第44回放送祭【たちばなし～立花慎之介という人間～】』立花慎之介
  - 2019年11月 2日(土)『第45回放送祭【京さんぽ～村瀬歩と歩む秋～】』村瀬歩

## KSブー(マスコットキャラクター)
KSブー（）とは、黒色で愛くるしいぶたの姿をした京都産業大学放送局のマスコットである。
2007年に京都産業大学放送局に入局し元々は「タカシ」という名前だったが、2012年より「KSブー」という名前が付いた。
第38回放送祭のコーナー内で、イベントゲストの檜山修之がアフレコをしたことにより、本人公認で「KSブー(CV:檜山修之)」となった。
元ネタはある局員がゲームセンターで取ってきた景品の人形らしい。

## 構成
運営委員会
局長
局次長
局次長兼会計責任者
幹部
総務会計部長
編成部長
企画部長
技術部長
アナウンス部長
制作部長

## 番組制作
番組制作には「報道一課」、「報道二課」、「報道三課」の３つの課が当たり、それぞれ、志学会独立団、体育会系団体、文化系団体に関する番組を主に制作する。
2020年度から放送局が主導しての番組制作が、局員数の減少を理由に廃止された。ただし、局員個人が主導する番組制作は認められている。